# ジェシカ (お笑いコンビ)
ジェシカは、かつて吉本興業 → 松竹芸能に所属していたお笑いコンビ。

## メンバー
- 門脇聡子（かどわき さとこ、1984年9月26日（40歳） - ）
ツッコミ担当。兵庫県多可郡出身、血液型はA型、身長159cm、B80cm、W60cm、H91cm。
解散後は松竹芸能を退社。フリーでのピン活動を経て、後に雨宮詩織（現：雨宮シオリ犬）とコンビ「キャラメル」として活動していた。
- 石原加奈子（いしはら かなこ、1984年5月20日（40歳） - ）
ボケ担当。兵庫県尼崎市出身、血液型はA型、身長160cm、B81cm、W60cm、H90cm。
スヌーピーグッズを集めることが趣味。節約をするために、楽屋の弁当を失敬していると話したことがある[1]。
蹴竹Gにおいては、門脇とは違い、選手ではなかったがマネージャーとして係わっていた。
歌が下手なところがある（『ラジかるッ』の『ウエスポーン!女ののど自慢』コーナーでも披露していたことがあった）。
現在は芸能界を引退している。

## 来歴・概説
2人ともNSC大阪校26期生出身。2人はNSCで出会い、2004年4月に結成、同月に初舞台を踏む。当初は吉本興業に所属、吉本のライブ『吉本ホルモン女学院』（ジェシカは出席番号7番）などに出演。一時活動を停止していたが、2005年1月に活動を再開。翌2006年1月に吉本興業を退社、翌2月に松竹芸能に移籍。大阪でB1角座などのライブに出演した後、2006年7月に大阪本社から東京支社に所属が変更となり、上京。上京後の初めての仕事は『こたえてちょーだい!』の出演だった。
門脇が石原をリードして活動することが多い。門脇が「しっかり者キャラ」、石原が「アホキャラ」とも言われている。かつては2人とも、黒系の色が多くズボンは丈が膝あたりまでの物で、石原がネクタイを締めているという衣装が定番だった時があった。
喋り主体の漫才やシチュエーションコントなどを演じている。石原の大きめの声やヘラヘラしたような演技が特徴。節約をするため、2人で同居している。
2011年3月13日を以て解散、石原は引退して帰郷、門脇はピン芸人として活動を続けることがブログにて発表された。門脇は松竹芸能を退社して、フリーでピンで活動していたが、2011年10月に雨宮詩織とコンビ「キャラメル」を結成し、キャラメルのメンバーとして活動していた。

## 出演

### テレビ
- こたえてちょーだい!（フジテレビ） - 再現VTR出演
- わかってちょーだい!（フジテレビ）- 再現VTR出演
- ラジかるッ（日本テレビ） - 2008年3月7日放送の『ウエスポーン!女ののど自慢』コーナーに出演
- モバタレGREAT（日本テレビ） - 「タレタマ」として出演
- 浜ちゃんと!（ytv、日本テレビ） - 2008年6月10日（11日）、同年7月29日（30日）、同年8月19日（20日）放送の「西川史子のココロとカラダのお悩み相談クリニック」に出演。
- もしも3（フジテレビ） - 2008年7月6日、「もしも現代生活を禁止されたら」の被験者として
- ロンドンハーツ（テレビ朝日） - 2008年8月19日放送『女芸能人やっちまったな～私服コレクション』の企画で出演
- 突撃!SHOW店街（J:COM）
- ファ見る! 10月号（2008年、ファミリー劇場）
- やりすぎコージー（テレビ東京） - 「松竹芸人俺のツボ」のコーナー
- スパイスTV どーも☆キニナル!（フジテレビ）
- 週刊彩の国ニュース（テレビ埼玉） - 2009年4月からレギュラー
- 所さんの学校では教えてくれないそこんトコロ! （テレビ東京系） - 『日本全国漁港巡り極上の漁師メシを喰らえ!』コーナーレギュラーレポーター
- ワンクリ（毎日放送）- レギュラー
- 芸人報道（日本テレビ）- 2010年8月2日

### ラジオ
- L.A.V.（JFN系） - 2006年、火曜担当の古本新之輔と共演

### ライブ
- スタイル 女子部(しもきた空間リバティ)
- 漫才BOX(毎月出演)
- 荒波部屋(毎月出演)

### その他
- エーネーチャン（携帯電話専用放送局・BeeTV）